# Radovan Brenčič
Radovan Brenčič, slovenski pravnik in gledališki organizator, * 1. avgust 1890, Celje, Avstro-Ogrska, † 25. julij 1976, Celje,  Jugoslavija.

## Življenje in delo
Bil je doktor prava. Leta 1922 je bil imenovan za upravnika mariborskega gledališča, katerega je uspešno vodil do okupacije Kraljevine Jugoslavije. Bil je spreten gledališki gospodarstvenik. Z uravnavanjem dramskega in glasbenega repertoarja je pritegoval občinstvo, s preudarno kadrovsko politiko in premišljenim nagrajevanjem pa postavil trden umetniški kolektiv. V letih 1922−1928 je po njegovem osebnem prizadevanju v Mariboru delovala tudi opera. Ves čas svojega delovanja pa je skrbel, da so bili na mariborskem odru uprizarjana tudi dela sodobne slovenske dramatike.